# Senado Notícias
Senado Notícias é um portal de notícias do Senado Federal do Brasil, dedicado a fornecer informações atualizadas sobre as atividades e notícias relacionadas ao Senado. O portal é produzido e editado pela Agência Senado e serve como uma fonte confiável de informações sobre política, legislação e assuntos parlamentares.

## História
A Agência Senado lançou sua página oficial na internet em 29 de janeiro de 1997; na época, foi um dos primeiros canais de notícias do setor público lançados de forma online. A página, hospedada dentro do website do Senado Federal, foi posteriormente renomeada como Senado Notícias e hoje abriga todo o conteúdo jornalístico produzido pela Agência. O portal foi criado pelo Senado como parte de seus esforços para promover a transparência e a comunicação com o público em relação às atividades legislativas. Desde então, tem se tornado uma fonte importante de informações para cidadãos, jornalistas e estudiosos interessados na política brasileira.

## Conteúdo e cobertura
O portal Senado Notícias cobre uma ampla variedade de tópicos relacionados ao Senado Federal. Isso inclui notícias sobre projetos de lei, debates parlamentares, audiências públicas, eventos políticos, entre outros. Além disso, o portal fornece informações detalhadas sobre os senadores, com biografias e atividades legislativas individuais. O conteúdo do Senado Notícias é apresentado em linguagem clara e acessível, tornando-o compreensível para o público em geral, independentemente do nível de conhecimento sobre política. O portal também oferece recursos multimídia, como vídeos e fotos, para enriquecer a experiência do usuário.
Em 2021, o portal lançou as webstories, que recorrem a uma sucessão de fotografias e textos curtos para explicar de forma resumida e didática projetos em debate, leis recém-aprovadas e direitos dos cidadãos. Quando há eventos de maior repercussão, o portal cria microblogues, que reúnem numa mesma página todos os textos, vídeos e áudios ligados ao tema, com atualização em tempo real; a CPI da COVID-19, por exemplo, teve um microblogue. O Senado Notícias também publica conteúdos jornalísticos produzidos pela Rádio Senado e pela TV Senado, além de informações institucionais de interesse público e, ainda, reportagens especiais.